# 新埔廣和宮
24°49′41″N 121°04′29″E / 24.828101°N 121.074596°E
新埔廣和宮，是位於臺灣新竹縣新埔鎮新民里的三山國王廟，昔日居民會在此地舉行罵街的元宵節娛樂。

## 建物
新埔鎮區的舊街道是呈東西向發展，長達1000餘公尺。當地以新埔廣和宮附近為界，以東靠關西方向稱為「街頭」，以西靠近竹北方向喚為「街尾」。該廟地方上又稱為「王爺宮」，為咸豐十年（1860年）由仕紳潘榮光興建，供奉自新埔開庄時中國大陸帶來的三尊三山國王木雕神像。乙未戰爭，1895年8月2日，日軍放火燒掉新埔街房舍，使此廟、新埔陳氏宗祠、新埔張氏家廟皆遭焚毀，直到1902年廣和宮重建完成。在1949年到1950年，曾作為胡璉的十二兵團軍事政治幹部學校校本部。
廟方建築最大的特色是裝飾採取對場作，自大門上方的吊筒、鳳凰雀替，到通梁下的獅座，及正殿吊筒垂花，都各自展現出雕刻師當年競技的情況。交趾燒為泉州陶藝師蘇陽水在1928年的作品。2007年端午後雇工重新彩繪，由關東橋彩繪師傅承包。當時因門神畫上半露乳的古代仕女而引起批判。2013年7月，劉興星接任主持，將廟內翻修。

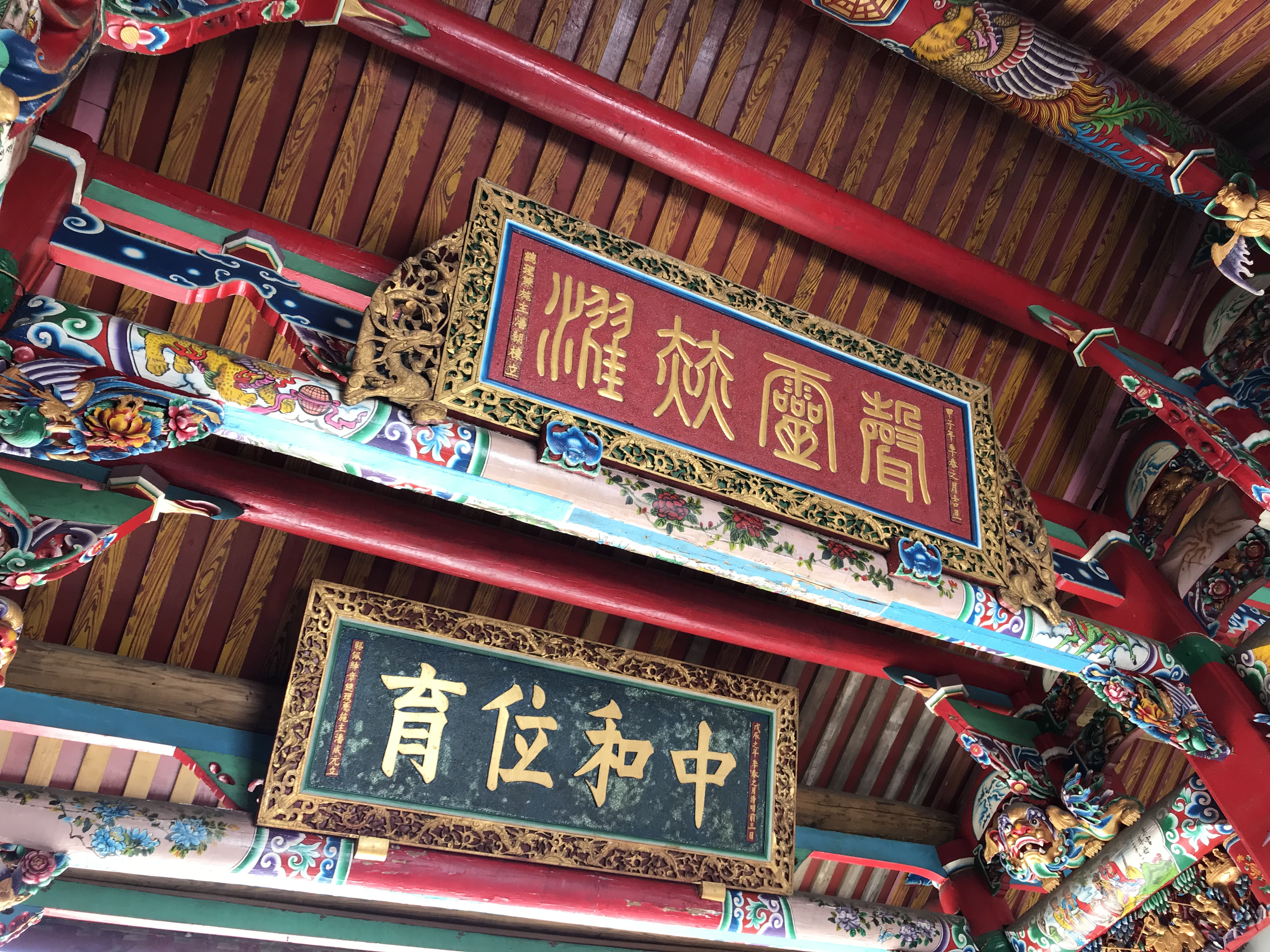
新埔潘家的先祖潘庶賢為乾隆五十一年（1786年），自廣東嘉應州渡海來臺。建立此廟的潘家自咸豐年間開始，不斷參與新埔地方事務。潘榮光還創建了栽桃軒學堂，其孫子潘成鑑曾當過褒忠亭義民廟董事長。照片上的匾額為潘姓家族所贈。

昔日，新埔各項重要施政或民間活動，幾乎都在該廟埕舉行，譬如豎立禁賭博碑、祀租碑、日本駐軍操演、臺灣文化協會演講、消防演習、民防訓練、政見發表等。今址為新埔鎮新民里中正路608號。

## 元宵
新埔的元宵花燈遊行，在日治時代相當盛大，其中地方最樂愛參與的是諷刺類的花燈詩句，當時街頭街尾二陣營於元宵節晚齊聚在廣和宮，將諷刺的詩句貼在花車上、或拿在手上吟唱，大虧對手陣營種種秘辛與丟臉之事。據1919年出生的余鏡鋒回憶，這活動約是1930年由新埔的文人雅士發起，將對手名字列入詩句中嘲笑，街頭那方參與者有大地主徐讚堆和余成山，街尾有從事喪葬儀式的陳茂才與雜貨業的陳忠漢等。
地方耆老描述以及文史記載，這些詩句毫不掩飾，如指某人有姦情、誰無膽、誰無能、誰孬種等，但每年都會言明此為娛樂，活動後不能計較。余鏡鋒有記下他們的詩句，稱讚這些人文才極佳，內容多是戲而不謔，也穿插著許多警世之文。耆老表示，居民為一爭輸贏會製造小型、可以推著走的花燈吸引人家注意所罵的內容，日後演變成花燈踩街。將花燈置於板車上遊街，是新埔元宵花燈與其它縣市最大的不同處。
1950年，地方仕紳及大老出面反對舉行罵街，新埔花燈文化也因此沒落。2011年，新竹縣政府和新埔鎮公將新埔元宵燈會和天穿日結合一起慶祝，成了新埔特有的巨型移動花燈踩街秀，被客委會列入客庄十二大節慶之一。

## 祭祀
正殿神像是以原先三山國王神像的放大版，內殿則供奉三寶佛。附祀廣澤尊王、註生娘娘等。
過去皇民化運動時，廟方為變通而改稱為「慧明寺」，正殿擺上三寶佛。當時日警強力沒收新埔各廟的神像，暫置於此廟內，由隔街的新竹警察署新埔分署看管。但日本人唯未將新埔與天宮神像移至廣和宮，因該媽祖廟也鄰近警局，極易監視。晚上常有民眾偷偷前往廣和宮膜拜，甚至還有人商議如何營救，直到日本戰敗，神像才歸還各廟。
廟方在農曆七月二十三日有中元普渡，當晚舉行平安戲，輪值地區為六年一輪。在1953年報導時，廣和宮與褒忠亭義民廟舉行的中元祭典，當時人口約3萬、5千餘戶的新埔鎮就預計殺200臺斤以上的大豬1200到1300隻，耗資頗大，引起警方勸導。